# Pétauriste
Petaurista · Écureuils volants géants
Genre
Les pétauristes (Petaurista), parfois désignés sous le nom d’« écureuils volants géants », sont des animaux nocturnes de la famille des écureuils (Sciuridae), de la sous-famille des Pteromyinae et du genre Petaurista. Ils sont particuliers à l'Asie de l'Est. On en connaît huit espèces, toutes d'assez grande taille. Les pétauristes vivent dans la zone supérieure des grands arbres et on les aperçoit rarement à moins de vingt mètres du sol.
Ces rongeurs n'existent pas dans les régions sans reliefs, car ils vivent dans des vallées étroites et profondes. Leur nourriture consiste en bourgeons, en inflorescences et en fruits divers.
Les seuls mammifères considérés comme « volants » au sens propre sont les chiroptères (roussettes et chauves-souris). Les pétauristes, comme toute la sous-famille des Pteromyinae ont développé une aptitude au vol plané. Les membranes de peau reliant les membres antérieurs aux postérieurs, ou patagium s'étendent lors du vol et le pétauriste atteint une envergure de 50 à 70 cm. La longue queue très touffue fait office de gouvernail.
Les pétauristes parviennent non seulement à franchir de grandes distances, mais peuvent virer, revenir à leur point de départ et profiter des courants ascendants pour aller se poser plus haut et franchir des crêtes de montagnes. On a même vu un pétauriste changer cinq fois de cap pendant son vol[réf. nécessaire].

## Liste des espèces
Selon ITIS (2 août 2017) :
- Pétauriste blanc et roux (Petaurista alborufus) (Milne-Edwards, 1870)
- Petaurista caniceps (Gray, 1842)
- Petaurista elegans (Müller, 1840)
- Pétauriste à joues blanches ou Musasabi (Petaurista leucogenys) (Temminck, 1827)
- Petaurista magnificus (Hodgson, 1836)
- Petaurista nobilis (Gray, 1842)
- Pétauriste roux ou Taguan (Petaurista petaurista) (Pallas, 1766)
- Petaurista philippensis (Elliot, 1839)
- Petaurista xanthotis (Milne-Edwards, 1872

## Antiquité
Dans l'antiquité Grecque, ce terme désignait les acrobates, les danseurs de corde. 
" Pétauristes envolés de leur haut perchoir " Jean Richepin in Contes de la décadence romaine (1898).
" Gianni lisait à son frère [...] des pages sur les sauteurs pétauristes, tirant leur nom grec du saut à demi volant que les poules font en rentrant pour se coucher, dessus la perche de leur gélinier ". Edmond Huot de Goncourt in Les Frères Zemganno